# Jitka Králiková Rychnovská

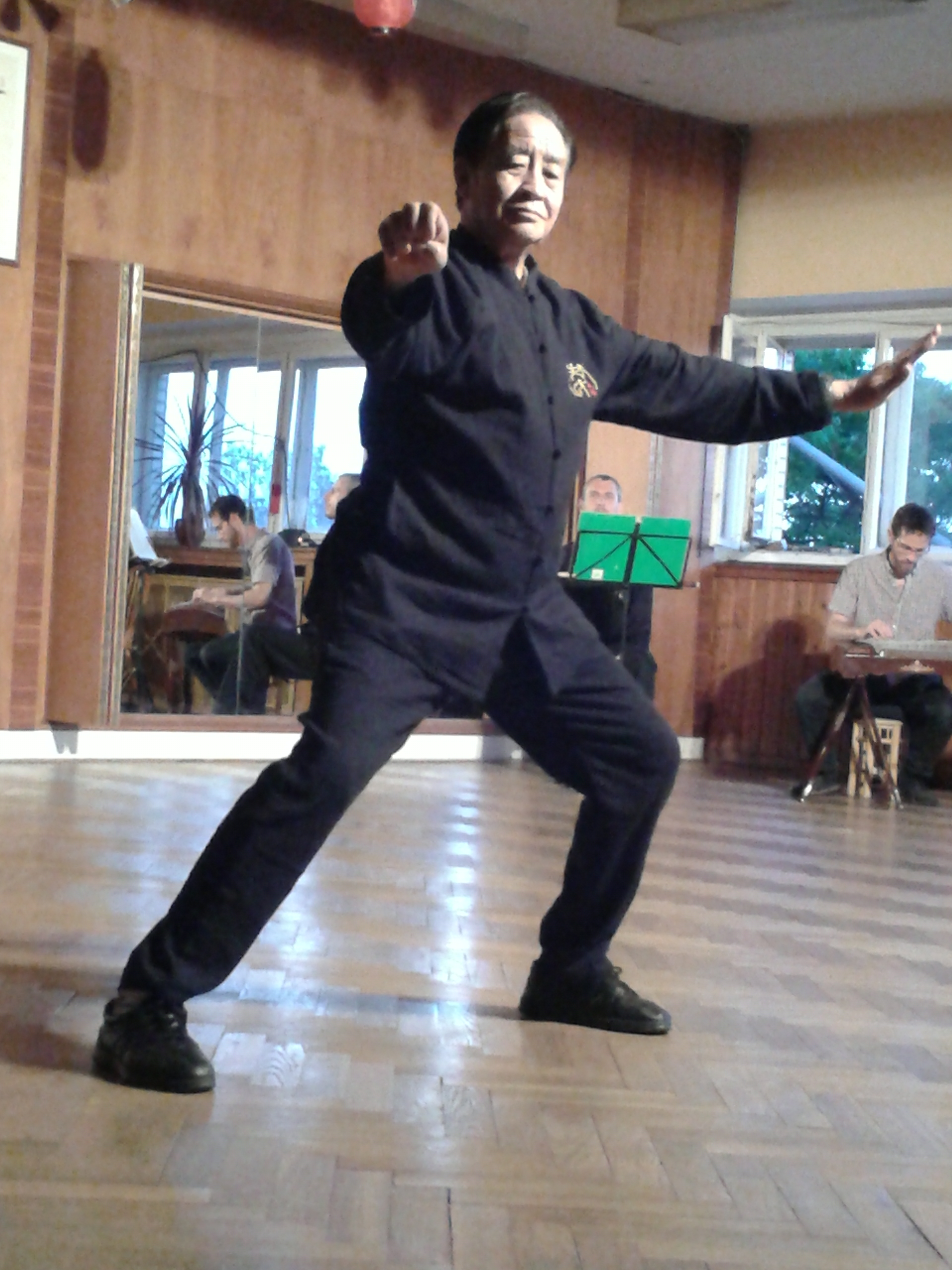
Mistr Ču Tchien-cchaj (Praha 2018)

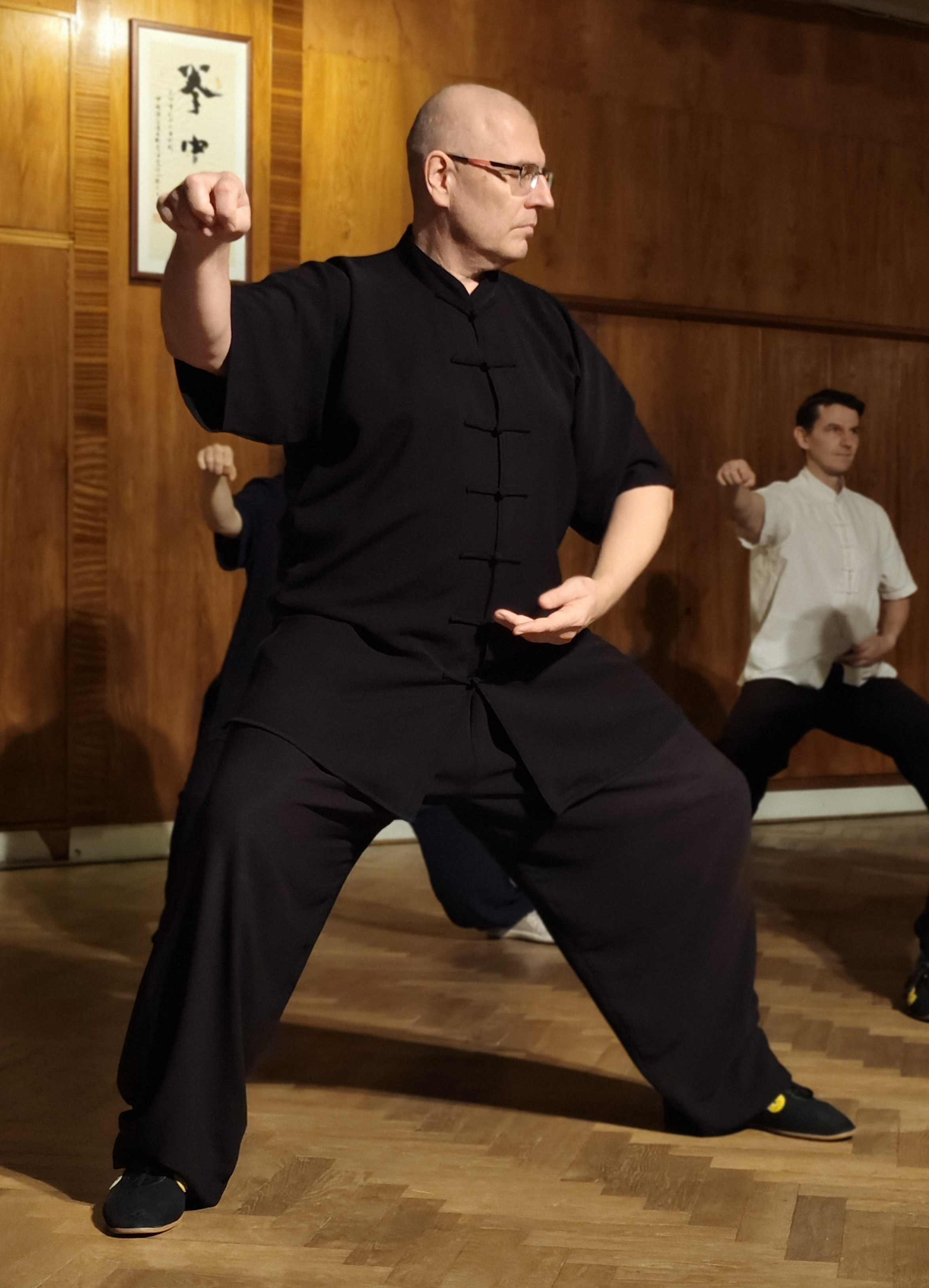
Radek Kolář (Praha 2025)

Jitka Králiková Rychnovská (rozená Neumannová) je osobní trenérkou tchaj-ťi, čchi-kung, tchaj-ťi zbraní, meditačních a koncentračních cvičení. Je osobní žákyní čínského Mistra Ču Siang Chua (jednoho ze synů mistra Ču Tchien-cchaj), pokračovatelkou 21. generace v rodině Ču Tchien-cchaj a úspěšnou českou závodnicí v taiji, která přivezla v roce 2009 zlatou medaili v disciplíně tradiční tchaj-ťi na mezinárodní soutěži v Číně (Jiaozuo).

## Život

### První kroky
Jitka Rychnovská se narodila jako Jitka Neumannová. Pochází z Prahy a v Praze také žije a působí. Zhruba ve věku 13 let se její zájem soustředil na existencionální filozofické otázky ohledně smyslu lidského života a vztahu člověčenstva k matce Zemi a přírodě. To ji přivedlo ke studiu kultury staré Indie a odtud byl jen krok ke změnám životního stylu i jídelníčku: v roce 1992 začala cvičit sestavu pěti Tibeťanů, ve výživě postupně přešla k vegetariánství, objevila blahodárný vliv pravidelných tělesných cvičení ásán hatha jogy, zahájila praktikování dechových cvičení (pránájámu), relaxací, koncentrací a meditací. Tato cesta ji přivedla i ke studiu asijských kultur, jejich historie a tradic. Začala se zajímat a studovat různé druhy asijských bojových umění. Pustila se do učení sestav a pozic tchaj-ťi stylu Jang a do cvičení s čínským mečem.

### Studijní cesty
Mezi léty 1999 až 2006 uskutečnila několik studijních cest (USA, Malajsie, Singapur) na nichž se hlavně soustředila na prohlubování meditační praxe, na studium různých duchovních asijských směrů a také na jógu a na cvičení tchaj-ťi. V rámci svých studijních cest navštívila v roce 2005 poprvé i Čínu a po návratu do České republiky se definitivně rozhodla naplno se soustředit na praktické studium Čchen Tchaj-ťi čchüan (dechová a relaxační cvičení Čchi-kung; tradiční tchaj-ťi sestavy beze zbraní; sestavy s tradičními Tchaj-ťi zbraněmi – šavle, meč, vějíř).

### Taiji Akademie
Po návratu z Číny do Čech zahájila Jitka soustavné studium tradičních čínských umění tchaj-ťi čchüan a Čchi-kung v Taiji Akademii v Praze na Vinohradech u Radka Koláře – pokračovatele 20. generace Čchen tchaj-ťi čchüan a osobního žáka mistra Ču Tchien-cchaj. V Taiji Akademii v Praze poté Jitka pracovala několik let jako instruktorka tchaj-ťi, čchi-kung a kung–fu a to především v kurzech školních dětí a mládeže. Od roku 2006 se účastnila také několika výukových seminářů, které pořádal v Taiji Akademii mistr Ču Tchien-cchaj a jeho synové.

### Soutěže (chronologicky)
Od roku 2006 se Jitka účastnila také různých soutěží a to jak v České republice tak i v zahraničí:
- V roce 2006 získala na Mistrovství ČR v Plzni bronzovou medaili (3. místo tradiční tchaj-ťi) a v disciplíně tchaj-ťi zbraně se umístila na 10. místě.[1][5]
- Na Mistrovství ČR v Praze v roce 2007 získala dvě stříbrné medaile (2. místo tradiční tchaj-ťi; 2. místo tchaj-ťi zbraně).[5]
- Na soutěži CZ Open 2007 obhájila stříbrné místo (2. místo) v disciplíně tchaj-ťi zbraně a k němu přidala ještě umístění na 7. místě v tradičním tchaj-ťi.[5]
- Bronzovou medaili v disciplíně tchaj-ťi zbraně (3. místo) získala Jitka v roce 2008 na CZ Open 2008, kde se navíc umístila na 4. místě v disciplíně tradiční tchaj-ťi.[5]
- Největšího životního úspěchu ale dosáhla nejspíše v roce 2009, kdy získala zlatou medaili (1. místo) v disciplíně tradiční tchaj-ťi na mezinárodní soutěži v Číně (Jiaozuo)[1][5][6] Zároveň zde vybojovala i bronz (3. místo) v disciplíně tchaj-ťi meč.[5] Jitka soutěžila ve věkové kategorii 18 až 35 let, kde čelila silné mezinárodní konkurenci soutěžících z různých zemí (Čína, Korea, Malajsie, Honkong, Singapur, Francie, ČR a další).[1] Toto umístění bylo i výsledkem jejího pobytu v Číně a předchozího cvičení a přípravy na soutěž u Mistra Ču Tchien-cchaje.[6] Zároveň v tomto roce (2009) obdržela i učitelský certifikát, který ji opravňuje k výuce tchaj-ťi.[5][6]
- Na mistrovství Evropy 2013 v Rumunsku vybojovala 4. místo v disciplíně tchaj-ťi vějíř a 7. místo v disciplíně tradiční tchaj-ťi.[5]
- Tentýž rok (2013) se ale na Mistrovství ČR 2013 umístila na dvou stříbrných (2. místo) pozicích: tchaj-ťi pěst; tchaj-ťi zbraně.[5]
- Na Mezinárodním tchaj-ťi Festivalu v Brně 2019 se umístila na 1. místě v disciplíně tchaj-ťi skupinové sestavy.[5]

## Výuka tchaj-ťi v Praze
Jitka Rychnovská vede od roku 2010 vlastní školu tchaj-ťi (Taichi-Praha), kde pracuje jako osobní trenérka tchaj-ťi, čchi-kung, tchaj-ťi zbraní, meditačních a koncentračních cvičení a vede kurzy na různých místech v Praze (Zbraslav, Slivenec, Barrandov, Radlice, centrum Prahy). Její škola, která je součástí České Wushu Federace (Jitka v této Federaci pracuje i jako rozhodčí), pořádá řadu akcí a vystoupení a studenti Jitčiny školy se účastní i různých soutěží v disciplínách tchaj-ťi.
V roce 2016 například vedl v Taichi-Praha několikadenní seminář – sestavu Double Bang Taiji (dvě krátké tyčky) – maďarský mistr tchaj-ťi jménem Tokody Csaba.
Jitka Rychnovská se v bojovém umění tchaj-ťi i nadále průběžně zdokonaluje. V červnu 2016 absolvovala studijní semináře v Taiji Akademii vedené Mistrem Ču Tchien-cchaj a jeho synem Mistrem Ču Siang Chua (Zhu Xiang Hua) a v srpnu téhož roku (2016) se účastnila týdenního semináře vedeného Mistrem Chen Bing. V Singapuru absolvovala v roce 2017 týdenní studijní pobyt s výukou tchaj-ťi u Mistra Ču Siang Čchien (Zhu Xiang Qian) a v roce 2019 pak v chorvatské Pule další seminář s tímtéž Mistrem. Její škola Taichi-Praha pořádala v roce 2022 i 14 dní trvající sérii intenzivních seminářů s Mistrem Ču Siang Čchien (Zhu Xiang Qian) a jeho návštěva v ČR pak byla zakončena i slavnostním večerem, kde zacvičil nejen Mistr, ale i jeho žáci z Itálie. Další intenzivní výukové cvičení Jitky a vybraných žáků z Taichi-Praha s Mistrem pak proběhlo v květnu 2023 v Itálii.
Kromě cvičení tchaj-ťi a vedení vlastní školy se Jitka věnuje také studiu asijské kultury, designu a architektuře (podle principů Feng shui) a rovněž se prakticky zajímá o tradiční přípravu čínských čajů.

## Galerie

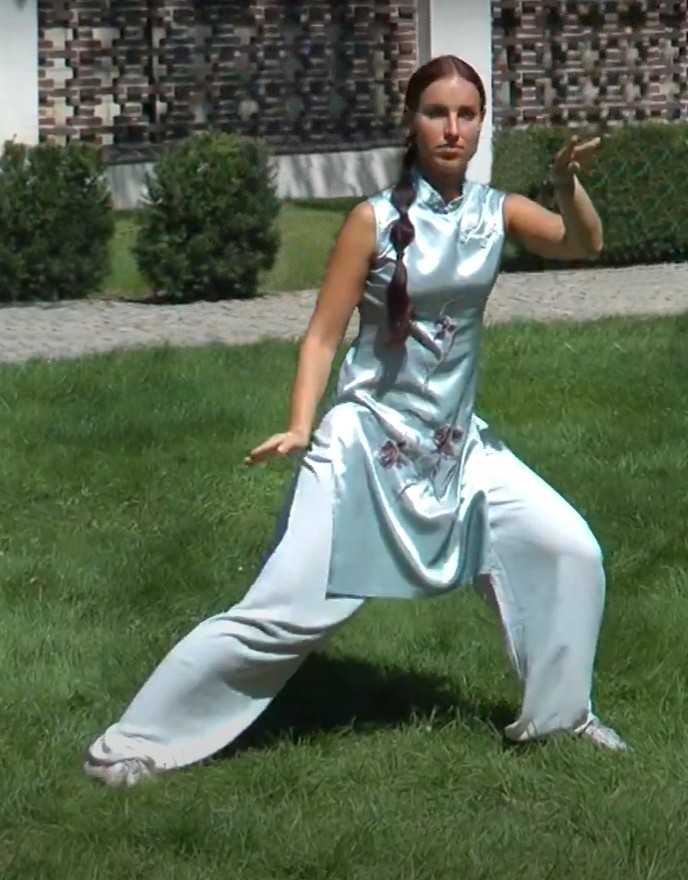
Cvičení Tchaj-ťi čchüan sestavy; (rok 2010)
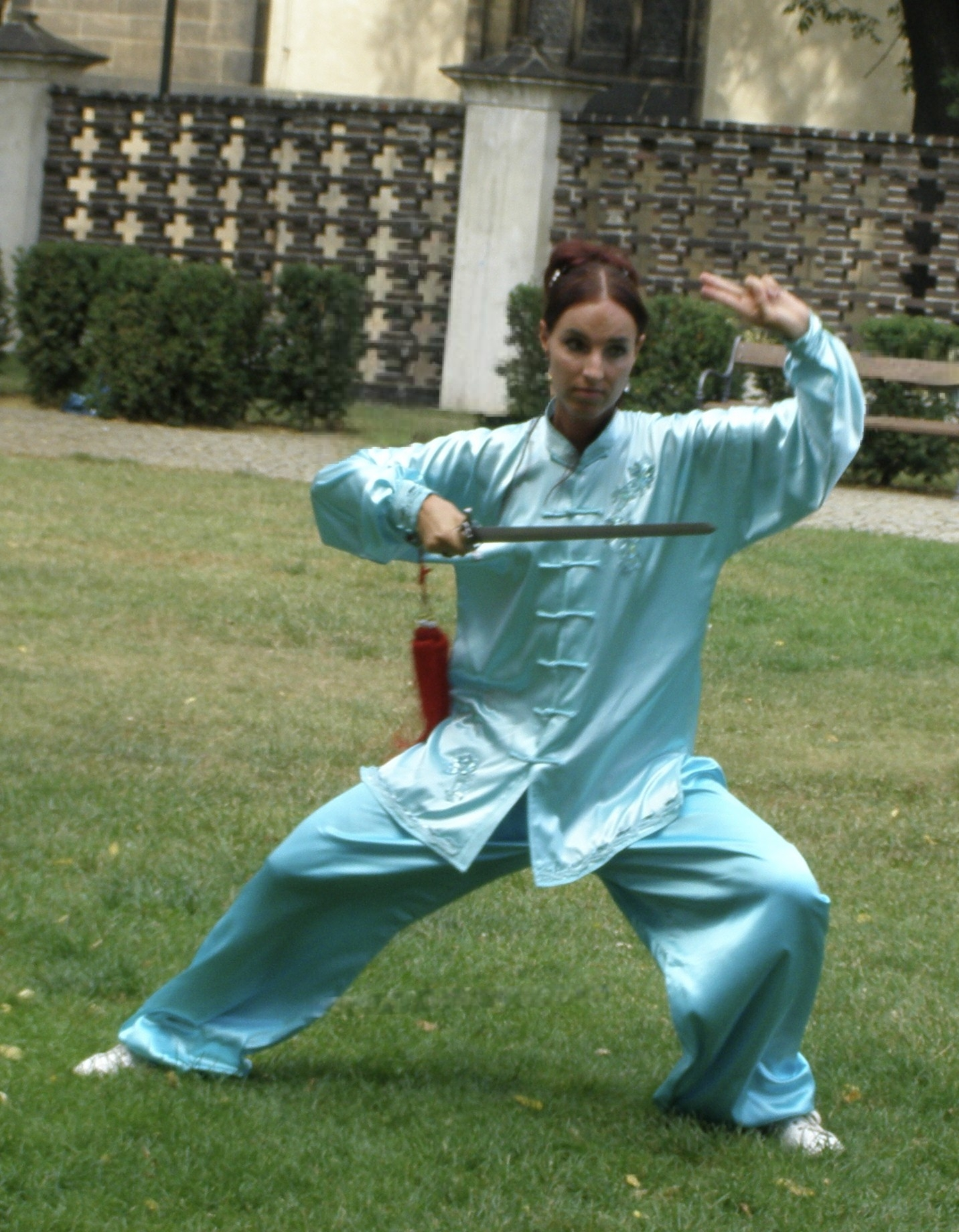
Sestava s jednoručním přímým mečem (ťien (jian)) s dvojitým ostřím; (rok 2012)
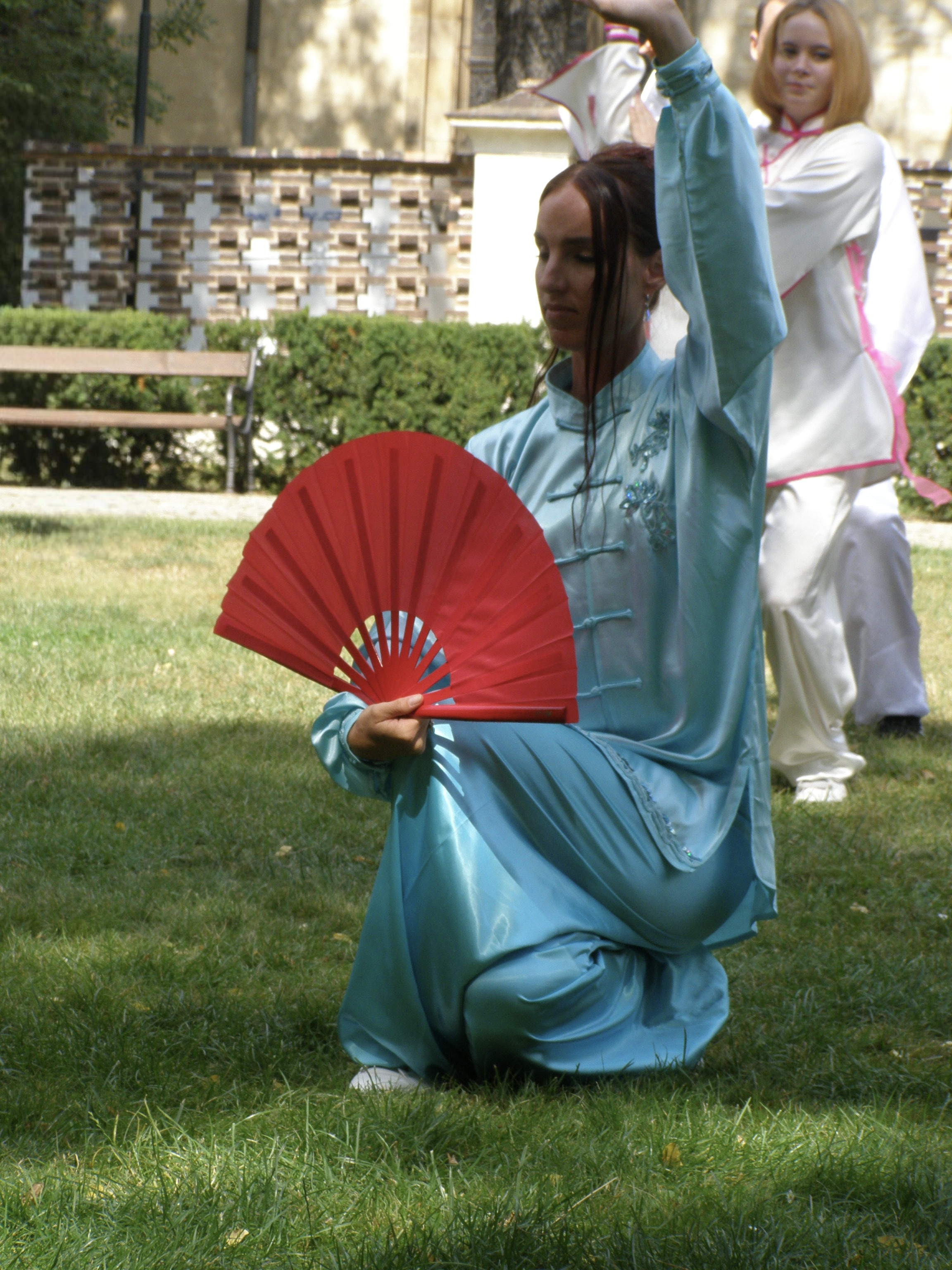
Sestava s vějířem (šan (shan)); (rok 2012)